# Origine contrôlée
Pour plus de détails, voir Fiche technique et Distribution.
Origine contrôlée est un film français réalisé par Ahmed Bouchaala et Zakia Tahiri, sorti en 2001.

## Synopsis
Alors qu'il s'était déguisé pour une soirée costumée, un Français est arrêté parce qu'il est confondu avec un travesti arabe, et reconduit à la frontière.

## Fiche technique
- Réalisation : Ahmed Bouchaala et Zakia Tahri
- Scénario : Bruno Dega (adaptation et dialogue), Ahmed Bouchaala, Fred Rubio et Zakia Tahri
- Création des décors : Pierre Gompertz
  - Décorateur : Patrick Colpaert
- Costumes : Jackie Budin et Alain Foucher
- Photographie : Yves Cape
- Musique : Serge Perathoner, Jannick Top
- Montage : Roland Baubeau
- Casting : Célia Ducloux et Stéphane Foenkinos
- Production :
  - Producteur : Raymond Blumenthal
  - Coproducteur : Bob Bellion
- Sociétés de production : Blue Films, Deluxe Productions, M6 Films, New Mark et Rhône-Alpes Cinéma
- Société de Distribution : LCJ Éditions et Productions
- Pays d'origine :  France
- Langue : français
- Genre : comédie
- Durée : 90 minutes
- Sortie : France : 24 janvier 2001

## Distribution
- Patrick Ligardes : Patrick
- Atmen Kelif : Youssef
- Ronit Elkabetz : Sonia
- Abder El Kebir : Lamine
- Alexia Stresi : Marie
- Françoise Lépine : inspecteur
- Jean-Luc Porraz : avocat
- Isabelle Sadoyan : tante
- Karim Belkhadra : Zoubida
- Éric Boucher : policier #1
- Stefan Elbaum : policier #2
- Philippe du Janerand : client
- Pierre Lacan : policier au commissariat
- Emmanuel Vieilly : policier en cellule
- Pierre-Arnaud Juin : représentant de la préfecture
- Shérif Scouri : propriétaire du café
- Aristide Demonico : conducteur de taxi
- Joseph Malerba : directeur des ressources humaines
- Patrick Olivier : Cendrillon
- Mathilde Vitry : Michel Strogoff
- Daniel Berlioux : fonctionnaire
- Rémy Roubakha : gardien de prison
- Claude Sesé : concessionnaire
- Michèle Ernou : dame Piou-Piou
- Roland Chalosse : juge
- Ludovic Berthillot : routier
- Delphine Dubos : guide touristique(non-créditée)

## Distinctions
- Prix du public au Festival international du film de comédie de l'Alpe d'Huez